# Volta (fiume)
Il Volta è un fiume dell'Africa Occidentale, lungo circa 1500 km, che sfocia nel golfo di Guinea. 
Il fiume Volta ha dato il nome all'ex colonia francese dell'Alto Volta prima che fosse rinominata Burkina Faso nel 1984.

## Etimologia
Il nome fu dato dai commercianti d'oro portoghesi del Ghana. Volta, con il significato di "girare", "svoltare". Il fiume era il loro limite esplorativo prima di tornare indietro (voltare); d'altra parte, il nome si potrebbe anche riferire ai numerosi meandri che caratterizzano buona parte del corso d'acqua.

## Percorso
Il fiume è formato dai due rami principali del Volta Bianco (Nukanbe) e del Volta Nero (Mouhoun), che nascono nel Burkina Faso e si congiungono nel territorio del Ghana. Il Volta Bianco riceve le acque del Volta Rosso (Nazinon), che solca la parte centrale del Burkina Faso. Il Volta Nero per un tratto segna il confine tra il Burkina Faso e il Ghana e successivamente tra il Ghana e la Costa d'Avorio. La foce è a estuario. Il bacino idrografico del fiume Volta costituisce la maggior parte del territorio del Ghana. I principali affluenti sono i fiumi Oti, Sene e Afram.

## Il lago Volta
Da questo fiume nasce il Lago Volta, il più grande lago artificiale del mondo che si estende dalla diga di Akosombo nel sud-est del Ghana alla città di Yapei. Dal lago è generata corrente elettrica inoltre è una risorsa per l’irrigazione e la piscicoltura.